# کوکامیدوپروپیل بتائین
کوکامیدوپروپیل بتائین (CAPB) مخلوطی از ترکیبات آلی است که بسیار به یکدیگر مرتبط هستند، و از روغن نارگیل و دی متیل آمینوپروپیلامین استخراج می شوند. CAPB به شکل محلول زرد کم رنگ چسبناک است و از آن به عنوان یک ماده فعال سطحی در محصولات مراقبت پوست استفاده می شود. نام ماده نشان دهنده که قسمت عمده و مهم مولکول، که گروه لوریک اسید باشد، از روغن نارگیل گرفته شده است. CAPB تا حد قابل توجهی جایگزین كوکامید DEA شده است

## تولید
برخلاف نام کوکامیدوپروپیل بتائین، این ماده از بتائین سنتز نمی‌شود، بلکه به یک روش دو مرحله ای برای تولید نیاز دارد. این روش با واکنش دی متیل آمینوپروپیل آمین (DMAPA) و اسیدهای چرب گرفته شده از روغن نارگیل یا روغن هسته خرما (که ماده اصلی آنها لوریک اسید یا متیل استر آن است) شروع می شود. آمین اول DMAPA نسبت به آمین سوم واکنش پذیرتر است و منجر به افزودن انتخابی و تشکیل آمید می شود. در مرحله دوم، اسید کلرواستیک با آمین سوم باقی مانده واکنش نشان می دهد تا یک مرکز آمونیوم چهارگانه (یک واکنش چهارگانه) تشکیل شود.

CH3(CH2)10COOH + H2NCH2CH2CH2N(CH3)2 → CH3(CH2)10CONHCH2CH2CH2N(CH3)2
CH3(CH2)10CONHCH2CH2CH2N(CH3)2 + ClCH2CO2H + NaOH → CH3(CH2)10CONHCH2CH2CH2N+(CH3)2CH2CO2− + NaCl + H2O

## شیمی
CAPB یک اسید آمید چرب است که حاوی زنجیره هیدروکربن طولانی در یک انتها و یک گروه قطبی در طرف دیگر است. این ساختار به CAPB اجازه می دهد تا به عنوان یک ماده ضدعفونی کننده و به عنوان ماده شوینده عمل کند. عملاً یک یون دوقطبی است که از یک کاتیون آمونیوم نوع چهارم و یک کربوکسیلات تشکیل شده است.

## مشخصات و ویژگی ها
کوکامیدوپروپیل بتائین به جهت تقویت خاصیت کف کنندکی در شامپو استفاده می شود. این ماده یک سورفاکتانت با مقاومت متوسط است که در محصولات استحمام مانند صابون دست نیز استفاده می شود. همچنین در مواد آرایشی به عنوان ماده عامل ایجاد امولسیون و ماده غلظت‌دهنده مورد استفاده قرار می گیرد و باعث کاهش اثر تحریک کنندگی ماده فعال سطحی خالص یونی می شود. همچنین در نرم کننده های مو به عنوان یک ماده ضد الکتریسیته ساکن عمل می کند ، که بیشتر اوقات پوست و غشاء مخاطی را تحریک نمی‌کند. با این حال ، برخی از مطالعات نشان می دهد که CAPB یک آلرژن است.
محلول آبی CAPB در غلظت حدود 30٪ بدست می آید.
ناخالصی های معمولی تولید کنندگان پیشرو در حال حاضر:
- مونوکلرواستات سدیم <5ppm
- آمیدو آمین (AA) <0.3٪
- دی متیل آمینوپروپیل آمین (DMAPA) <15ppm
- گلیسیرین <3٪

ناخالصی های AA و DMAPA بسیار مهم هستند ، زیرا نشان داده شده است که مسئول واکنش های حساس شدن پوست هستند.از تولید این فراورده های جانبی می توان با کلرواستات اضافی و تنظیم دقیق مقدار pH در هنگام واکنش بهینه سازی همراه با کنترل تحلیلی منظم اجتناب کرد

## ایمنی
بر اساس برخی ادعاها CAPB باعث ایجاد واکنشهای آلرژیک در برخی از کاربران شده است ، اما یک مطالعه مقدماتی کنترل شده نشان داده است که این موارد به جای واکنشهای آلرژیک، ممکن است واکنشهای تحریک کننده باشد. علاوه بر این ، نتایج مطالعات انسانی نشان داده است که اگر وجود ناخالصی های آمید آمین (AA) و دی متیل آمینوپروپیلامین (DMAPA) کم و بسیار کنترل شده باشند، CAPB از پتانسیل حساسیت زای کمی برخوردار است. مطالعات دیگر به این نتیجه رسیده اند که اکثر واکنش های آلرژیک به CAPB به دلیل آمیدو آمین است. در سال 2004 ماده CAPB توسط انجمن درماتیت تماسی آمریکا عنوان آلرژن سال را به خود اختصاص داد.

## مطالعه بیشتر
- کوکامیدوپروپیل هیدروکسی سولتن